# Glypta ecostata
Glypta ecostata là một loài tò vò trong họ Ichneumonidae.